# Patricia Pantel

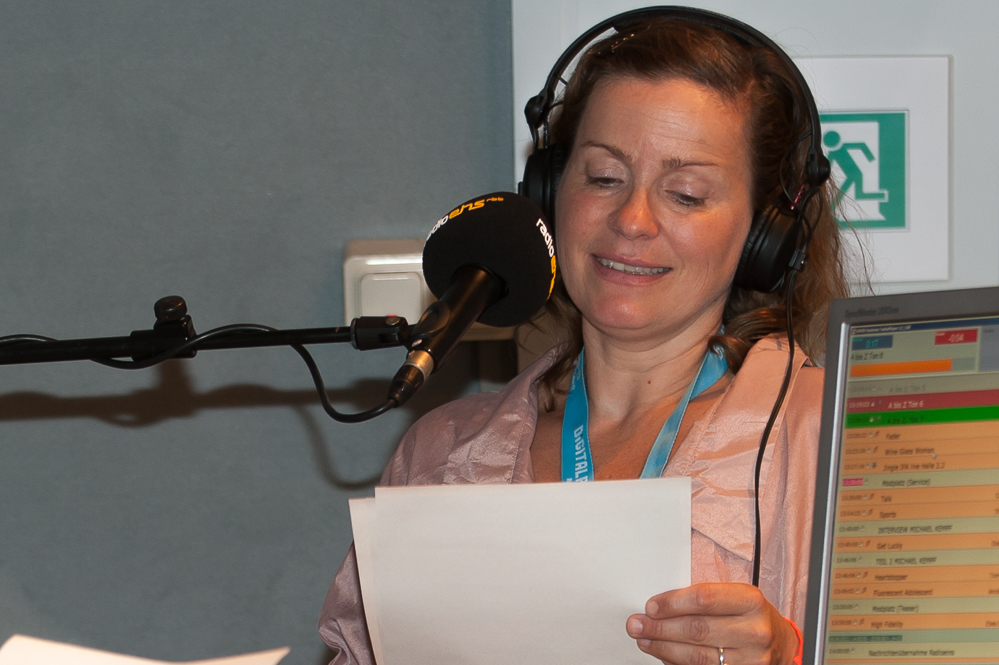
Patricia Pantel auf der IFA 2013

Patricia Pantel (* 2. Juni 1971 in Lüneburg) ist eine deutsche Fernsehreporterin und Moderatorin beim RBB, Deutschlandfunk Kultur im Ersten, im ZDF und dem Radio-Sender „You FM“ (Hessischer Rundfunk). Pantel ist Absolventin der Berliner Journalisten-Schule und sammelte seit 1992 Erfahrungen im Bereich Werbe- und Funk-Moderation sowie -Dokumentation.

## Leben
Die erste Gelegenheit, sich bundesweit einem größeren Fernsehpublikum regelmäßig zu präsentieren, erhielt sie mit der Co-Moderation der ARD-Sendung „Die Ersten im Ersten“, welche Ende der 1990er Jahre während der Berliner IFA täglich ausgestrahlt wurde. Außerdem moderierte sie mehrere Jahre die RBB-Sendung Kowalski trifft Schmidt und das Aufklärformat Dr. Mag im ZDF. 2000 wirkte sie in der britischen Lernshow Channel Hopping Auf Deutsch mit. Vielen Musikfans ist sie durch die Live-Reportagen direkt von der Loveparade in Berlin bekannt.
2004 spielte sie in dem Tatort Eine ehrliche Haut mit.
Bei dem Berlin-Brandenburger Radiosender radioeins moderiert sie jeden Sonntag gemeinsam mit Andreas Keßler die Sendung Die Sonntagsfahrer und tritt darüber hinaus auch als Außenreporterin für andere Sendeformate auf. Zusätzlich war sie beim Hessischen Radiosender „YouFM“ in der Sendung Nightline tätig.
Aktuell arbeitet sie als Live-Reporterin und Redakteurin beim RBB-Fernsehen, als Moderatorin und Redakteurin bei radioeins und moderiert seit 2012 im Deutschlandradio die Kindersendung KAKADU.

## Veröffentlichungen
- Andreas Keßler, Patricia Pantel: Lexikon der Auto-Irrtümer: Von Damenstrümpfen, Stotterbremsen und anderen Dingen, die man sich und seinem Wagen ersparen sollte. Ullstein Taschenbuch, 2012, ISBN 978-3-548-37432-1